# Llibre d'Amic e Amat
El Llibre d'Amic e Amat és un llibre de Ramon Llull redactat entre 1276 i 1278 que fou inclòs posteriorment com a llibre cinquè del Blanquerna sota el títol De vida ermitana. Consta de 365 pensaments, de gran valor poètic, alguns dels quals dialogats. Els elements constitutius són l’Amic (l’home), l’Amat (Crist o Déu) i l’amor, sovint personificat, que sol ésser l’intermediari entre tots dos.
És un llibre de meditació cristiana, segurament adreçat inicialment a un ermità que li va sol·licitar un llibre per a la reflexió diària (hi ha un versicle per dia de l'any). S'ha qualificat de poesia en prosa, i la seva escriptura, formada per antítesis, paradoxes i metàfores, presenta una gran concentració conceptual. Esdevé una síntesi de la mística i la filosofia de Ramon Llull.
El llibre reflecteix l'experiència mística personal de Llull i és influït principalment pel Càntic dels càntics de la Bíblia fonamental en la tradició cristiana i del judaisme, i per l'obra dels sufís hispanomusulmans. També s'han assenyalat possibles influències del seu coetani Jacopone da Todi, de la lírica trobadoresca (Llull va ser trobador abans de la seva conversió religiosa) i de la mística augustiniana.
A part de les versions completes del Blanquerna, del Llibre d'Amic e Amat tot sol hi ha diversos manuscrits conservats: en català, un del s. XVI i un altre de copiat el 1646, guardat a Palma. N'hi ha deu versions llatines manuscrites, la més antiga de les quals és del s. XIII, dues versions franceses (segle xiv) i una de castellana (s. XVI). Entre les edicions independents catalanes n'hi ha dues d'incompletes, començades el 1886; la primera edició completa és la de Palma del 1904. La primera edició llatina és la de París del 1505, a cura de Lefèvre d'Étaples. De les edicions franceses, la més antiga és la de París del 1586. També hi ha edicions en castellà, italià, anglès i alemany.
El 1999 el cineasta Ventura Pons va dirigir la pel·lícula Amic/Amat amb aquesta obra de Ramon Llull com a referència.